# František Blaise
P. Odilo František Blaise OP (19. září 1913, Uherský Brod – 17. září 1980, Sloup v Čechách) byl český katolický řeholní kněz, dominikán a blízký spolupracovník litoměřického biskupa Štěpána Trochty.

## Život
Uherskobrodský rodák Blaise vstoupil po dokončení gymnázia do řádu bratří kazatelů a 29. září 1933 složil v Olomouci řeholní sliby. Na kněze byl vysvěcen 29. června 1938. Poté působil v Praze, kde byl pověřen výchovou mladých juvenistů. Za II. světové války byl činný v Řevnicích a také vyučoval náboženství na žižkovském gymnáziu v Praze. V říjnu 1942 vystoupil z řádu dominikánů a začal působit jako diecézní kněz. Když skončila válka, začal spolupracovat s litoměřickým biskupem Štěpánem Trochtou na duchovním oživení severočeského pohraničí. Zde působil jako kaplan v Bohosudově. Když se za komunistické totality v 50. letech 20. století stal Bohosudov internačním táborem, bylo zde soustředěno přes čtyři stovky řeholních sester. Jim se snažil podle svých sil sloužit. Ale i on byl 18. dubna 1951 odvezen do internace v želivském klášteře. Následně byl uvězněn a propuštěn až v roce 1960 na amnestii. Po propuštění pracoval v civilním zaměstnání a od roku 1968, po celkovém společenském uvolnění, mohl opět sloužit v pohraničních farnostech v litoměřické diecézi. V 70. letech to byl Bečov a excurrendo České Zlatníky a Lužice. Závěr života strávil jako duchovní správce sester sv. Vincence ve Sloupu u České Lípy. Podařilo se mu, že byl těsně před smrtí znovu přijat do dominikánského řádu a také byl jako dominikán pohřben do řádového hrobu na městském hřbitově v Litoměřicích.